# 인천공항철도 작업인부 사고
인천국제공항철도 작업인부 사고(仁川國際空港鐵道作業人夫事故)는 2011년 12월 9일 자정에 서울역을 출발하여 검암역으로 향하던 공항철도 소속 당일의 마지막 운행 일반열차가 밤 12시 30분경 계양역 부근에서 배수로 작업 중이던 코레일테크 소속 노동자 즉, 간접고용 비정규직 노동자 8명 중 6명을 치어 많은 인명 피해를 야기한 사고이다.

## 사고 개요
사고 당일 자정에 서울역을 출발한 열차는 약 30여 분이 지난 밤 12시 30분 경에 승객 15명을 태운 상태에서 계양역을 출발하여 종착역인 검암역으로 향하는 과정에서 시속 80km의 속력으로 주행하다가 작업 중인 노동자를 발견하고 비상 제동을 체결하였으나, 속도가 빨라 사고를 피하지 못한 상황이었다. 노동자 8명 중에서 2명은 가까스로 피하여 화를 면하였으나 열차에 치인 노동자 6명은 5명이 사망하고 1명이 중상을 입는 사고가 발생하였다.

## 사고 원인
사고 직전에 작업 인부들은 평소보다 약 25분 빠른 시간에 작업에 투입되었던 것으로 알려졌다. 보통 작업 전에는 반드시 관제실에까지 보고한 후 승인 여부를 철저하게 확인하고 선로에 들어가야 하는데, 이 날 따라 노동자들이 절차를 생략한 것으로 보고 자세한 이유를 파악하고 있다. 관제실을 포함한 관련 부서와 작업자간의 보고체계 및 의사소통의 부재가 이번 사고를 야기한 점이 문제점으로 지적되고 있다.

## 피해 규모
- 인명 피해 : 사망 5명, 부상 1명.
- 기타 피해 : 210편성 1번째 선두칸 파손 및 별다른 인명 피해는 없었으나, 사고 열차가 검암역 종착 막차여서 20분이 지연되었다[1][2].

## 같이 보기
- 호남선 작업인부 참사
- 김천역 KTX 작업인부 사망 사고